# 0471

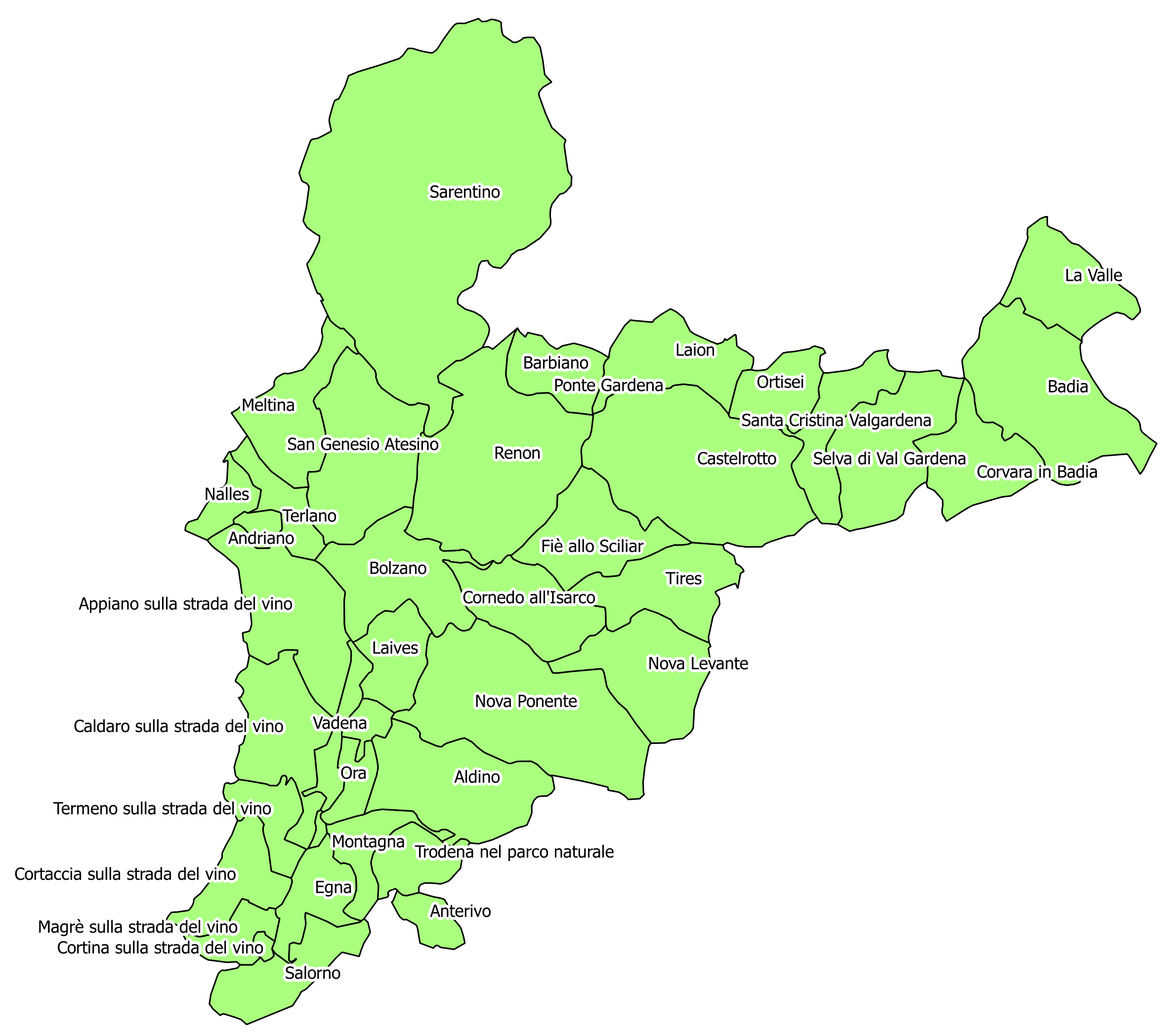
Distretto telefonico di Bolzano

0471 è il prefisso telefonico del distretto di Bolzano, appartenente al compartimento omonimo.
Il distretto comprende la parte meridionale della provincia autonoma di Bolzano (Bassa Atesina). Confina con i distretti di Bressanone (0472) a nord, di Brunico (0474) a nord-est, di Cortina d'Ampezzo (0436) a est, di Cavalese (0462) a sud-est, di Trento (0461) a sud-ovest, di Cles (0463) e di Merano (0473) a ovest.

## Aree locali e comuni
Il distretto di Bolzano comprende 39 comuni compresi nelle 3 aree locali di Bolzano (ex settori di Bolzano, Nova Levante e Sarentino), Egna e Ortisei (ex settori di Badia, Castelrotto, Ortisei e Ponte Gardena). I comuni compresi nel distretto sono: Aldino, Andriano, Anterivo, Appiano sulla Strada del Vino, Badia, Barbiano, Bolzano, Bronzolo, Caldaro sulla strada del vino, Castelrotto, Cornedo all'Isarco, Cortaccia sulla strada del vino, Cortina sulla strada del vino, Corvara in Badia, Egna, Fiè allo Sciliar, La Valle, Laion, Laives, Magrè sulla Strada del Vino, Meltina, Montagna, Nalles, Nova Levante, Nova Ponente, Ora, Ortisei, Ponte Gardena, Renon, Salorno, San Genesio Atesino, Santa Cristina Valgardena, Sarentino, Selva di Val Gardena, Terlano, Termeno sulla strada del vino, Tires, Trodena nel parco naturale e Vadena.